# 小川笹乃
小川 笹乃（おがわ ささの、旧芸名:ヲガワ ササノ、英語: Sasano Ogawa、1995年7月17日 - ）は、日本の元モデル、女優である。熊本県合志市出身、埼玉県在住。血液型はA型。

## 人物

### 人となり
- 髪型は、2014年夏頃まではショートカットだったが、成人式に向けて伸ばし、成人式を終えた2016年7月時点ではミディアムヘアー[3]。
- 好きな食べ物は、餃子、いちごのショートケーキ[4]、福神漬け。嫌いな食べ物は、食感が苦手という理由から肉。しかし、2015年7月末、「想像力の劣化から、鶏肉と内蔵系以外の肉は食べられるようになった」とTwitter上で発表した[5]。
- フェチは女子の膕(ひかがみ、よほろ)[6][7]。
- 得意なモノマネはラクダ[8]。

## 略歴
2014年8月にミスiD2015セミファイナリストとして発表され、同年9月、『アマテラス特別賞』を受賞。2015年2月-3月 舞台『君が決めてよ明日のことは』に出演。同年4月、かねてよりゲスト出演していた 『加藤一華のときめきMix Juice』でレギュラーに昇格。2015年7月 自身初の主催イベント『ヲガワササノ生誕祭！ハタチのヲガワは一味違うんだゾSP！！』を開催。

## 出演

### ミスiD関連イベント
2014年
- 8月 2日 『TOKYO_IDOL_FESTIVAL2014』(ミスiD2015セミファイナリストとして)
- 9月27日 『ミスiD2015お披露目イベント』(ミスiD2015アマテラス特別賞受賞者として)
- 11月16日 『ミスiDカフェ　vol.2』[9](ランチの部、ディナーの部[10])
- 11月30日 『ミスiDの部屋 〜2015 きみとすごした夏〜』[11]
- 12月27日 『MiSS iD フェスティバル'14 〜すべての女の子はアイドル、だといいな。〜』[12](DELiしゅー!メンバーとして)
- 12月31日 『加藤一華カウントダウンイベント 2014-2015　〜もうすぐハタチになるんだぞSP〜』[13](DELiしゅー!メンバーとして)

2015年
- 3月21日 『ミスiDカフェ　vol.3』[14](ディナーの部)
- 5月17日 『ミスiDカフェ　vol.4』[15](ランチの部、ディナーの部)
- 8月 2日『TOKYO IDOL FESTIVAL 2015』[16](ミスiD2015メンバーとして)

### 単独イベント
2015年
- 6月27日 餃子cafe&bar -蒼- とのコラボ商品販売開始記念イベント
- 7月18日 『ヲガワササノ生誕祭！ハタチのヲガワは一味違うんだゾSP！！』[17]
- 7月30日  餃子cafe&bar -蒼- とのコラボ商品販売終了記念イベント
- 8月23日 『ヲガワササノと行く「納涼屋形船の旅」』[18]

### ラジオ
2014年
- 10月11日・11月8日・12月13日 レインボータウンFM『加藤一華のときめきMixJuice』(ゲスト出演)

2015年
- 1月10日・2月14日・3月14日 レインボータウンFM『加藤一華のときめきMixJuice』(ゲスト出演)
- 4月11日 レインボータウンFM『加藤一華のときめきMixJuice』(ゲスト→レギュラー出演)
- 5月9日・6月13日・7月11日・8月8日 レインボータウンFM『加藤一華のときめきMixJuice』(レギュラー出演)

### ネット番組
2014年
- 10月13日 DeNA SHOWROOM『JDドルヲタまーやんのどこまでもトークショー(仮)』[19](ゲスト出演)
- 10月18日 Ustream『ごちゃまぜ日和』(ゲスト出演)
- 11月10日 DeNA SHOWROOM『JDドルヲタまーやんのどこまでもトークショー(仮)』(ゲスト出演)

2015年
- 5月 1日 テレ朝動画LoGirl『ミスiDゴールド』[20][21]
- 7月17日『ミスiDゴールド』[22]

### 舞台
2015年
- 2月28日-3月28日 Moratorium Pants 第8回公演『君が決めてよ明日のことは』[23][24](まどか役:堀春菜とのWキャスト)

### ファッションショー
2014年
- 10月25日 『2.5D MARKET Vo.2 @シブカル祭。編』[25][26](ハヤカワ五味のファッションショーのモデルとして)
- 11月30日 『GOMI HAYAKAWA新作お披露目イベント RPG』[27][28](モデルとして)

2015年
- 3月1日 『ESMOD JAPON 卒業制作展示会 〜OPENDAY〜』[29](「1・2年生によるミニショー」のモデルとして)
- 2016年
- 2月28日 『ESMOD JAPON 卒業制作展示会 〜OPENDAY〜』(「1・2年生によるミニショー」のモデルとして)

### 撮影会
2015年
- 5月3日 『コラボ撮影会(白川卯奈企画)』[30]

### MV
2014年
- 『Auftakt -アウフタクト-』[31] Quint

2015年
- 『ゲーサイヌのテーマ』(自身がボーカルを担当)
- 『GyogYogyOcompanyのCMテーマ』(自身が作詞・作曲・音源作成・ボーカルを担当)
- 『Rainbow』 THE CHESS

### 映像
2015年
- 『プリングルズ #イケぐい バトル』(『こくはくい(女子Ver.)』に参加)
- 『愛の二等辺三角形』(友人:チエコ役)

### 映画
2015年
- 『サンプリング』(ヒロイン役)

2016年
- 『矛盾群像』(W主演) ※公開日未定
- 『かわいい。』(W主演) ※公開日未定

### 広告
2014年
- 『LILWHITE』[32](商品紹介ページのモデルとして)

2015年
- 『ARTON』[33](商品紹介ページのモデルとして)

### 展示会
2015年
- 2月9日-15日 『"好き"に変はない展』(写真家 青山裕企×日本セクシャルマイノリティ教会) @ Photo Gallery Place M
- 3月30日-4月5日『ガールズフォト進化論』(東京写真学園 青山裕企ゼミ 修了展) @ Pond Gallery
- 5月26日-31日 『Début du début, はじまりのはじまり、』(東京写真学園プロ本科コース卒業生16名のグループ写真展) @ デザインフェスタギャラリー